# Saillans, Drôme
Saillans är en kommun i departementet Drôme i regionen Auvergne-Rhône-Alpes i sydöstra Frankrike. Kommunen ligger i kantonen Saillans som tillhör arrondissementet Die. År 2022 hade Saillans 1 459 invånare.
Orten är sedan mars 2015 Frankrikes enda participativa demokrai.

## Befolkningsutveckling
Antalet invånare i kommunen Saillans
Referens:INSEE

## Galleri

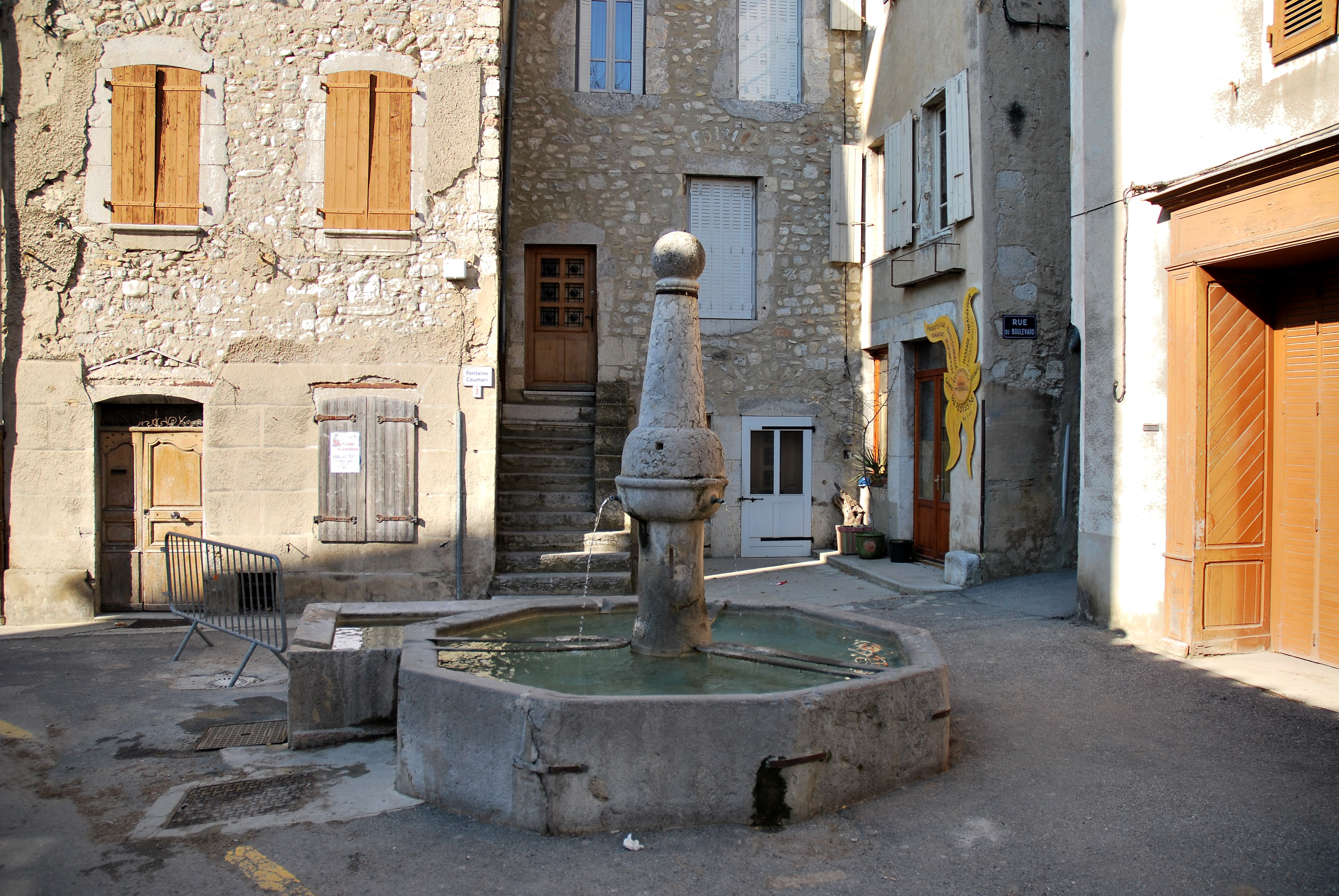
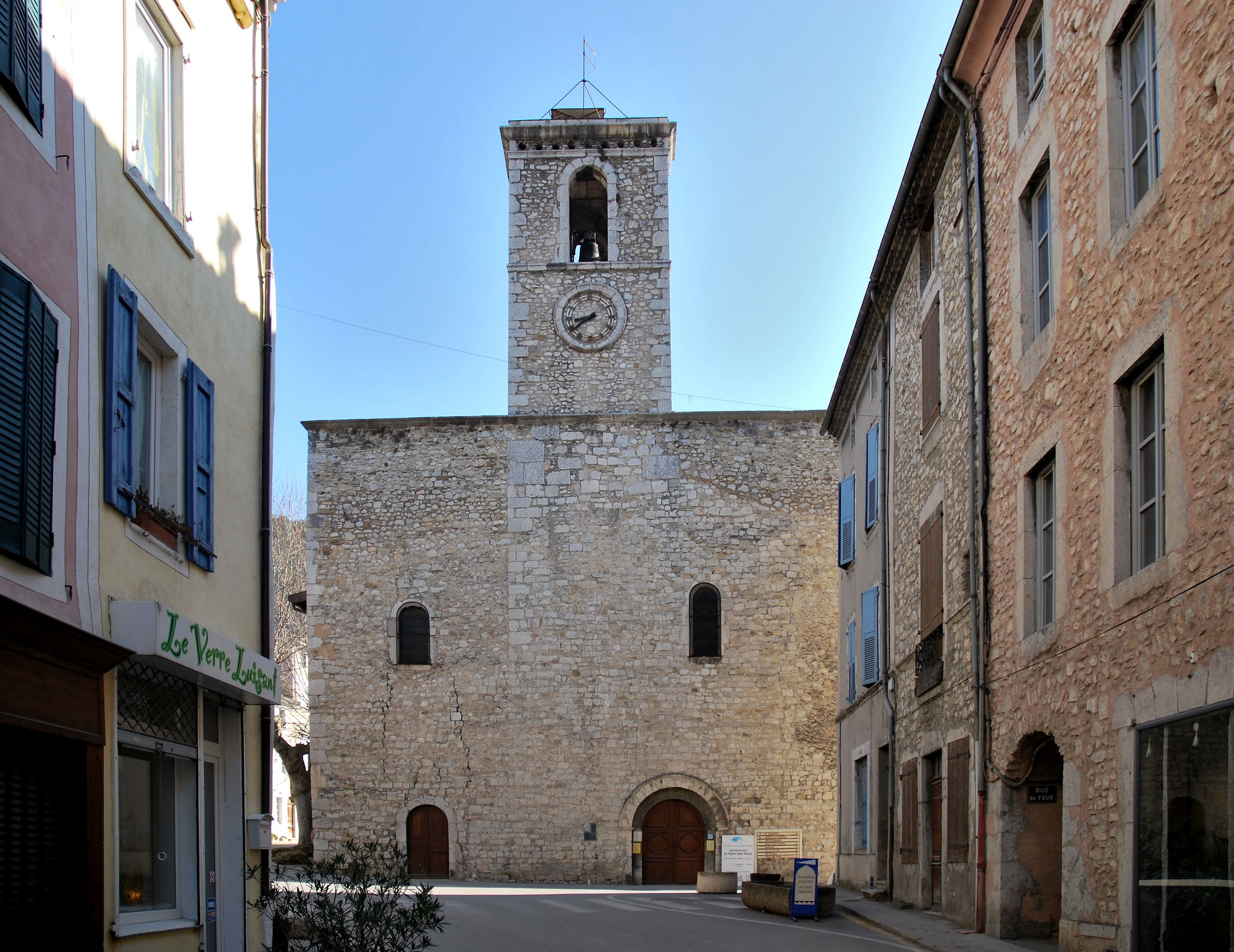